# Deutsche Beachhandball-Meisterschaften 2008
Die Deutsche Beachhandball-Meisterschaft 2008 waren die zehnten offiziellen und einschließlich dreier inoffizieller die dreizehnten Meisterschaften im Beachhandball. Sie wurde vom Deutschen Handballbund ausgerichtet.
Die Teilnehmer der Meisterschaft qualifizierten sich dafür über eine vorgeschaltete Reihe von Turnieren, der DHB-Beachhandball-Masters-Serie, in der je nach Erfolgen Punkte gesammelt werden konnten. Am Ende qualifizierten sich jeweils 20 Frauen- und Männermannschaften für die Spiele am 26. und 27. Juli des Jahres. Austragungsort war das VGH Stadion am Meer in Cuxhaven-Duhnen.
| Frauen Details | Cuxhaven VGH Stadion am Meer | Sandgirls Oer-Erkenschwick | 2:1 | Hoppetosse Köln          | Bumblebee Wildeshausen | 2:1 | Wattwürmchen Hamm      |
| Männer Details | Cuxhaven VGH Stadion am Meer | H2O Waterboys Neerstedt    | 2:1 | Havana Beach Club Minden | Beach Boys Köln        |     | BHC Sand Devils Minden |